# Privacy Risk Analysis
Per Privacy Risk Analysis si intende il processo di osservazione dei rischi reali e potenziali riferiti al trattamento dei dati personali e la valutazione delle misure di sicurezza già adottate e quelle eventualmente necessarie per prevenire tali rischi.
L'articolo 35 del Regolamento generale sulla protezione dei dati affida la privacy risk analysis al Responsabile della protezione dei dati e ne stabilisce la necessarietà quando:
- sul trattamento dei dati si fondano decisioni che hanno effetti giuridici o incidono in modo analogo su persone fisiche;
- vengano trattati in larga scala dati particolari, come quelli relativi a condanne penali;
- i dati si riferiscano alla sorveglianza sistematica su larga scala di una zona accessibile al pubblico.

L'autorità di controllo ha l'obbligo di redigere e rendere pubblico l'elenco delle tipologie di trattamenti soggetti al requisito di una valutazione d'impatto sulla protezione dei dati.